# Tigy
Tigy település Franciaországban, Loiret megyében. Lakosainak száma 2463 fő (2022. január 1.). Tigy Ouvrouer-les-Champs, Neuvy-en-Sullias, Sigloy, Vannes-sur-Cosson és Vienne-en-Val községekkel határos.

## Népesség
A település népessége az elmúlt években az alábbi módon változott:
| Lakosok száma | 1259 | 1434 | 1679 | 2187 | 2288 | 2310 | 2315 | 2333 | 2381 | 2463 |
|               | 1968 | 1982 | 1990 | 2006 | 2013 | 2015 | 2017 | 2019 | 2020 | 2022 |